# Zirkusleben
Zirkusleben (Originaltitel: The Wagon Show) ist ein US-amerikanischer Stummfilmwestern aus dem Jahr 1928 von Harry Joe Brown mit Ken Maynard in der Hauptrolle.

## Handlung
Als zwei rivalisierende Zirkusunternehmen versuchen, im selben Gebiet zu operieren, versucht einer der Besitzer den anderen mit skrupellosen Mitteln aus dem Geschäft zu drängen. Der Cowboy Bob Mason führt den Zirkus des ehrlichen Besitzers, und als der Starreiter geht, um sich dem rivalisierenden Zirkus anzuschließen, nimmt Mason dessen Platz ein.
Der Direktor des rivalisierenden Zirkusses lässt mehrere der Wagen stehlen, die Show verzögert sich wegen fehlender Ausrüstung. Aber Mason findet die fehlenden Wagen rechtzeitig wieder, um das ungeduldige Publikum zufriedenzustellen.

## Hintergrund
Da keine Kopien der sieben Filmrollen existieren, gilt der Film als verschollen.

## Veröffentlichung
Die Premiere des Films fand am 19. Februar 1928 statt. Im Laufe des Jahres kam er im Deutschen Reich in die Kinos.